# Christoph Waltz
Pour les articles homonymes, voir Waltz.
Christoph Waltz /ˈkrɪstɔf ˈvalts/, né le 4 octobre 1956 à Vienne (Autriche), est un acteur austro-allemand. Il est également naturalisé américain en 2020.
Longtemps acteur de télévision, il obtient une notoriété internationale grâce à son interprétation du colonel SS Hans Landa dans Inglourious Basterds de Quentin Tarantino en 2009. Pour ce rôle, il remporte de nombreuses récompenses à travers le monde telles que le prix d'interprétation masculine à Cannes puis le Golden Globe, le BAFTA et l'Oscar du meilleur acteur dans un second rôle. Il retrouve Tarantino en 2012 pour Django Unchained et est de nouveau récompensé pour sa prestation du chasseur de primes Dr King Schultz par le Golden Globe, le BAFTA et l'Oscar du meilleur second rôle.
Christoph Waltz a également été salué pour sa performance en tant qu'ennemi juré de James Bond, Ernst Stavro Blofeld, dans 007 Spectre réalisé par Sam Mendes sorti en 2015, un rôle qu'il a repris dans Mourir peut attendre de Cary Joji Fukunaga sorti en 2021.

## Biographie

### Enfance et formation
Christoph Waltz naît le 4 octobre 1956 à Vienne, en Autriche. Son père, Johannes Waltz, et sa mère, Elisabeth Urbancic, sont respectivement décorateur et costumière de théâtre. Son grand-père maternel était le psychanalyste Rudolf von Urbantschitsch. Ses grands-parents paternels sont acteurs et ses arrière-grands-parents paternels, d'origine allemande, ont travaillé dans un théâtre viennois,.
Christoph Waltz a également un lien familial avec le cinéaste Michael Haneke. En secondes noces, Beatrix Degenschild, la mère de Haneke, épouse le compositeur et chef d'orchestre Alexander Steinbrecher. Après le décès de Degenschild, Steinbrecher se remarie avec Élisabeth Urbancic, la mère de Christoph Waltz. Steinbrecher est donc successivement le beau-père de Haneke et ensuite celui de Waltz.
Christoph Waltz étudie le chant et l’opéra au Max Reinhart Seminar (University of Music and Performing Arts) à Vienne. À la fin des années 1970, il va à New York pour une audition et étudie au Lee Strasberg Theatre and Film Institute, où il reçoit les enseignements de Lee Strasberg et de Stella Adler. Christoph Waltz explique d’ailleurs que la technique d'Adler en matière d’interprétation du scénario est à la base de son approche analytique de son personnage dans le film Inglourious Basterds.

### Télévision
De retour en Europe, il trouve des emplois réguliers en tant qu’acteur sur des événements comme au Schauspielhaus de Zürich, au Festival de Salzbourg ou encore au Burgtheater de Vienne, avant de partir pour Londres à la fin des années 1980. Il devient par la suite un acteur de télévision très prolifique, surtout dans les séries allemandes : il apparaît notamment dans Inspecteur Derrick ou Rex, chien flic. Il joue également dans quelques productions dirigées par des réalisateurs respectés comme le Polonais Krzysztof Zanussi ou l’Allemand Oskar Roehler. Mais la majeure partie de son travail est routinière et peu valorisante ; Christoph Waltz déclare lui-même : « Il y a peu de films dont je n’ai pas honte ». En 2000, il passe de l’autre côté de la caméra en réalisant son premier film, Wenn man sich traut.

### Révélation au cinéma
Christoph Waltz accède à la notoriété internationale en 2009 grâce à son rôle de Hans Landa, le colonel nazi polyglotte, raffiné et sadique surnommé « le Chasseur de Juifs » dans le film de Quentin Tarantino, Inglourious Basterds. Pour son interprétation qui fait l'unanimité de la critique et du public, il reçoit le prix d'interprétation masculine au Festival de Cannes 2009. Tarantino explique d’ailleurs l’importance du personnage de Landa dans son film : « Je savais que Landa était un des meilleurs personnages que j’aie jamais créés et probablement un des meilleurs que je créerai jamais et je n’aurais pas réalisé Inglourious Basterds si je n’avais pas trouvé le bon acteur pour jouer le rôle pivot de Hans Landa ». Le 7 mars 2010, il remporte l'Oscar du meilleur acteur dans un second rôle lors de la 82e cérémonie, après avoir remporté le BAFTA, le SAG Award et le Golden Globe dans la même catégorie en janvier et février 2010.
En septembre 2009, Christoph Waltz est choisi pour remplacer Nicolas Cage dans le rôle du méchant Chudnofsky dans The Green Hornet de Michel Gondry. Hollywood ne cesse alors plus de le solliciter. En 2011, il rejoint Jodie Foster, Kate Winslet et John C. Reilly pour compléter la prestigieuse distribution de Carnage, comédie grinçante en huis clos sur la middle class, réalisée par Roman Polanski, adaptée de la pièce de Yasmina Reza, Le Dieu du carnage.
En 2012, Christoph Waltz retrouve son pygmalion Quentin Tarantino dans Django Unchained, film-hommage au western spaghetti centré sur la période américaine de l'esclavage, où il partage l'affiche avec Jamie Foxx, Leonardo DiCaprio, Samuel L. Jackson et Kerry Washington. Son interprétation du Dr King Schultz, impitoyable chasseur de primes, fait une nouvelle fois l'unanimité et lui vaut de remporter un second Golden Globe, un autre BAFTA et surtout un nouvel Oscar du meilleur second rôle en 2013.
En mai 2013, il est membre du jury des longs métrages au Festival de Cannes, présidé par Steven Spielberg. Puis en février 2014, il est juré à la 64e Berlinale, présidée par James Schamus. En 2014, il partage l'affiche de Big Eyes, biopic réalisé par Tim Burton, aux côtés de Amy Adams, où il interprète Walter Keane, un peintre impliqué dans l'un des plus grands scandales de l'histoire de l'art. Fin décembre, Waltz apparaît dans Comment tuer son boss 2, comédie réalisée par Sean Anders.
En novembre 2015, il affronte Daniel Craig dans Spectre, la 24e aventure cinématographique de James Bond réalisée par Sam Mendes. Il partage l'affiche du film avec Monica Bellucci, Léa Seydoux, Dave Bautista et Ralph Fiennes.
Christoph Waltz est également à l'affiche, en 2016, de Tarzan, film d'aventure réalisé par David Yates. Alexander Skarsgård, Margot Robbie, Samuel L. Jackson et Djimon Hounsou sont également présents dans ce film avec Waltz.
L'acteur a aussi signé pour reprendre son rôle de Blofeld dans deux autres films de James Bond supplémentaires à condition que Daniel Craig reprenne du service.
En 2018, il est membre du jury des longs métrages à la Mostra de Venise, sous la présidence de Guillermo del Toro. Il y retrouve l'actrice danoise Trine Dyrholm, qui était déjà membre du jury à ses côtés à la Berlinale en 2014.

### Mise en scène
En 2013, il met en scène Le Chevalier à la rose, de Richard Strauss, à l'Opéra de Flandres. La production est reprise au Grand Théâtre de Genève, en décembre 2023.

### Vie privée
Christoph Waltz parle couramment l'allemand, l'anglais et le français et a de bonnes notions d'italien (il s'agit des quatre langues qu'il pratique à différents moments dans Inglourious Basterds). Il a trois enfants et est marié à Judith Holste. Il partage sa vie entre Londres et Berlin,.

## Filmographie

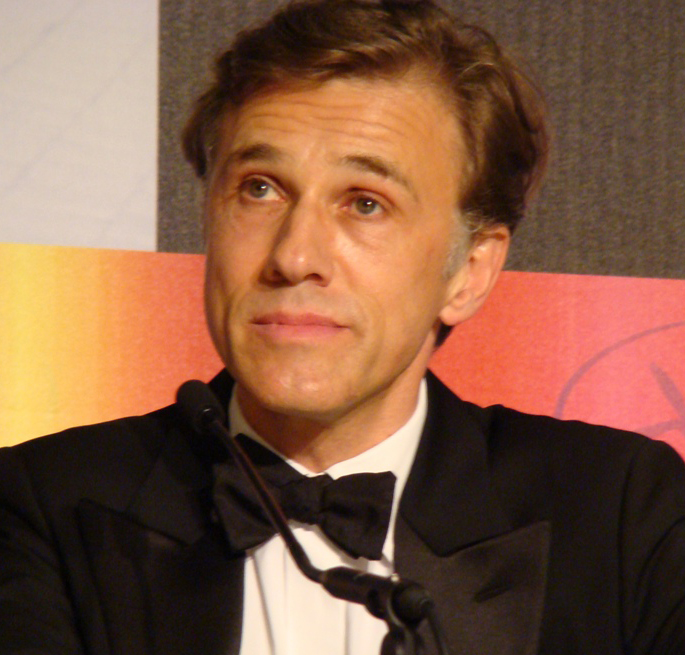
Christoph Waltz au Festival de Cannes 2009.

Sauf indication contraire, les informations mentionnées dans cette section peuvent être confirmées par les bases de données cinématographiques  présentes dans la section « Liens externes ».

### Acteur

#### Cinéma

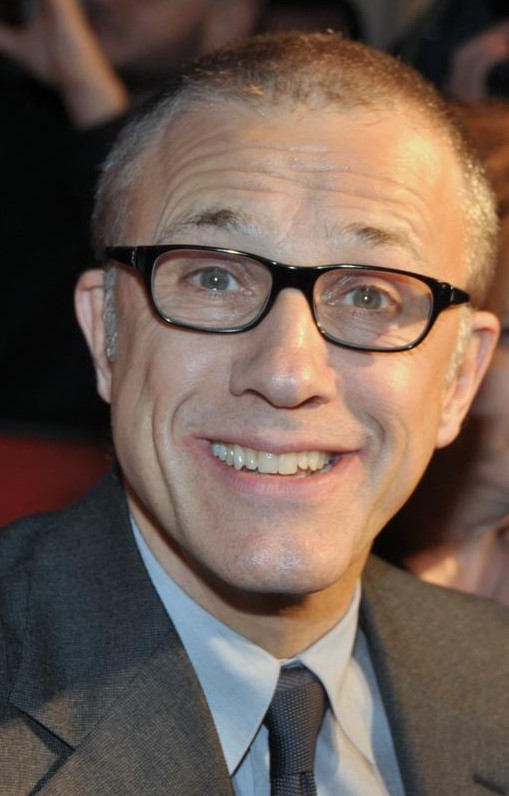
Christoph Waltz à l'avant-première de Django Unchained à Paris en 2013.

- 1981 : Kopfstand de Ernst Josef Lauscher (de) : Markus Dorn
- 1982 : Feuer und Schwert: Die Legende von Tristan und Isolde (en) de Veith von Fürstenberg (de) : Tristan
- 1986 : Richard et Cosima (Wahnfried) de Peter Patzak : Friedrich Nietzsche
- 1989 : Passe-passe (Quicker Than the Eye) de Nicolas Gessner : chef de la police
- 1991 : Vie pour vie : Maximilien Kolbe de Krzysztof Zanussi : Jan
- 1991 : St. Petri Schnee de Peter Patzak
- 1994 : Ein Anfang von etwas (de) de Nikolaus Leytner (de) : Herbert
- 1997 : Our God's Brother (pl) de Krzysztof Zanussi : Max
- 1998 : Night Time (Sieben Monde (de)) de Peter Fratzscher (de) : Becker
- 1998 : Das merkwürdige Verhalten geschlechtsreifer Großstädter zur Paarungszeit de Marc Rothemund : Charly
- 1999 : Le véritable amour de Goethe (de) (Die Braut) d'Egon Günther : Herzog Carl August
- 2000 : Espion en danger (Queen's Messenger) de Mark Roper : Ben Samm
- 2000 : Ordinary Decent Criminal de Thaddeus O'Sullivan : Peter
- 2000 : Fatale randonnée (Falling Rocks (de)) de Peter Keglevic : Louis
- 2001 : She de Timothy Bond : Michael Vincey
- 2001 : Death, Deceit & Destiny Aboard the Orient Express (en) de Mark Roper : Ossama / Tarik
- 2003 : Bonjour l'angoisse (Der alte Affe Angst) d'Oskar Roehler : Analytiker
- 2003 : Le Coup de feu (Schussangst) de Dito Tsintsadze : Johannsen
- 2003 : Herr Lehmann de Leander Haußmann : Médecin
- 2004 : Pacte avec le Diable (Dorian) d'Allan A. Goldstein : Rolf Steiner
- 2006 : Lapislazuli - Im Auge des Bären (de) de Wolfgang Murnberger : Czerny
- 2009 : Inglourious Basterds de Quentin Tarantino : colonel Hans Landa
- 2010 : The Green Hornet de Michel Gondry : Benjamin Chudnofsky / Hémoglobinski (Bloodnofsky en VO)
- 2011 : De l'eau pour les éléphants (Water for Elephants) de Francis Lawrence : August Rosenbluth
- 2011 : Les Trois Mousquetaires (The Three Musketeers 3-D) de Paul W.S. Anderson : le cardinal de Richelieu
- 2011 : Carnage de Roman Polanski : Alan
- 2012 : Django Unchained de Quentin Tarantino : Dr King Schultz
- 2013 : Epic : La Bataille du royaume secret : Mandrake (voix)
- 2013 : Le Théorème Zéro (The Zero Theorem) de Terry Gilliam : Qohen Leth
- 2014 : Opération Muppets de James Bobin : Interpol-Agent
- 2014 : Big Eyes de Tim Burton : Walter Keane
- 2015 : Comment tuer son boss 2 (Horrible Bosses 2) de Sean Anders : Burt Hanson
- 2015 : 007 Spectre de Sam Mendes : Franz Oberhauser / Ernst Stavro Blofeld
- 2016 : Tarzan de David Yates : le capitaine Rom
- 2017 : Tulip Fever de Justin Chadwick : Cornelis Sandvoort
- 2017 : Downsizing d'Alexander Payne : Dusan
- 2019 : Alita: Battle Angel de Robert Rodriguez : Docteur Dyson
- 2019 : Georgetown (en) de lui-même : Ulrich Mott
- 2020 : Rifkin's Festival de Woody Allen : la Mort
- 2020 : Little Berlin, court-métrage de Kate McMullen : le narrateur (voix)
- 2021 : Mourir peut attendre (No Time to Die) de Cary Joji Fukunaga : Ernst Stavro Blofeld
- 2021 : The French Dispatch de Wes Anderson : Boris Schommers
- 2022 : Pinocchio de Guillermo del Toro et Mark Gustafson : le renard et le chat (voix)
- 2022 : La Porte magique (The Portable Door) de Jeffrey Walker : Humphrey Wells
- 2022 : Dead for a Dollar de Walter Hill : Max Borlund
- 2024 : Old Guy de Simon West : Danny Dolinski
- 2025 : Dracula de Luc Besson : le prêtre

Prochainement
- 2025 : Frankenstein de Guillermo del Toro
- en projet : Billy Wilder and Me de Stephen Frears : Billy Wilder

#### Télévision

##### Séries télévisées
- 1979 : Parole Chicago : Eduard
- 1985 : Un cas pour deux (Ein Fall Für Zwei) : Alf
- 1986 : Inspecteur Derrick (Derrick) : Eberhard Bothe[15]
- 1986 : Le Renard (Der Alte) : Hans Baumeister
- 1987 : Tatort : Inspecteur Passini[15]
- 1988 : Inspecteur Derrick (Derrick) : Schumann[15]
- 1990 : Le Renard (Der Alte) : Christian Kamp
- 1990 : Danger corruption (The Gravy Train (sh)) (feuilleton TV de 4 épisodes) : Dr Hans-Joachim Dorfmann
- 1991 : The Gravy Train Goes East (sh) : Dr Hans-Joachim Dorfmann
- 1993 : Le roi des derniers jours (König der letzten Tage) : Jan Bockelson
- 1996 : Rosa Roth : Wietze
- 1996 : Rex, chien flic (Kommissar Rex) : Martin Wolf
- 1997 : Maître Da Costa : Walter Mueller
- 1997 : Schimanski (Tatort) : Klaus Mandel[15]
- 2005 : Die Patriarchin : Wolf Sevening
- 2005 : Unsolved (Der Elefant - Mord verjährt nie) : Richard Seemann
- 2006 : Section enquêtes criminelles (Soko Rhein/Main) : Andreas Senner
- 2006 : Polizeiruf 110 : Dr Juris Gríns
- 2006 : Stolberg : Paul Büttner
- 2006 : Tatort : Prof. Robert Henze[15]
- 2007 : Der Staatsanwalt : Dr Claudius Tressen
- 2007 : Le Dernier Témoin (Der letzte Zeuge) : Dr Martin York
- 2007 : Unter Verdacht : Thomas Sell
- 2008 : Die Anwälte : Herbert Jahn
- 2008 : Tatort : Gerd Weißenbach[15]
- 2020 : Most Dangerous Game : Miles Sellars
- 2021 : Staged : lui-même
- 2022 : Reagan & Gorbachev : Mikhaïl Gorbatchev
- 2023 : The Consultant : Regus Patoff

##### Téléfilms
- 1977 : Der Einstand (de) de Reinhard Schwabenitzky (en)
- 1979 : Feuer! (de) de Reinhard Schwabenitzky : Karl Albrecht Schlick
- 1982 : Dr. Margarete Johnsohn de Dagmar Damek (de) : Rainer
- 1982 : The Mysterious Stranger de Peter H. Hunt : Ernst Wasserman
- 1983 : Der Sandmann de Dagmar Damek
- 1987 : Das andere Leben de Nicolas Gessner : Stefan
- 1987 : The Alien Years (en) de Donald Crombie (en) : Stefan Mueller
- 1989 : Goldeneye (en) de Don Boyd (en) : l'espion allemand
- 1992 : Die Angst wird bleiben de Diethard Klante (de) : Manfred
- 1992 : Cherche appartement désespérément (de) de Rolf Silber : Hartwig Klemmnitz
- 1994 : Die Staatsanwältin de Thomas Jacob (de) : Andreas Doepke
- 1994 : Tag der Abrechnung - Der Amokläufer von Euskirchen (de) de Peter Keglevic
- 1994 : Jacob de Peter Hall : Morash
- 1995 : Man(n) sucht Frau (de) de Vivian Naefe (en) : Christoph
- 1995 : Prinz zu entsorgen de Dietmar Klein (de) et Georg Sauer : Roman
- 1995 : Catherine la Grande (en) (Catherine the Great) de Marvin J. Chomsky et John Goldsmith : Mirovich
- 1996 : Meurtres avec signature (Der Tourist) d'Urs Egger (en) : Stephan Görner
- 1996 : Le Destin Tragique de Roy Black (de) (Du bist nicht allein - Die Roy Black Story) de Peter Keglevic : Roy Black
- 1998 : Mörderisches Erbe - Tausch mit einer Toten de Peter Patzak : Moritz Fink
- 1998 : Rache für mein totes Kind de Vivian Naefe : Paul
- 1998 : Le prix à payer (Vickys Alptraum) de Peter Keglevic : Johnny
- 1998 : Das Finale (en) de Sigi Rothemund : Kant
- 1999 : Dessine-moi un jouet de Hervé Baslé : Klaus Hermann
- 2000 : Un doux parfum de meurtre (Das Teufelsweib (de)) d'Oliver Berben, Gerd Roman Frosch (de) et Carl-Friedrich Koschnick (de) : Finanzbeamte Fink
- 2001 : Engel sucht Flügel de Marek Gierszal (de) : Caspari
- 2001 : Riekes Liebe (de) de Kilian Riedhof : Trainer Karlhoff
- 2001 : Der Tanz mit dem Teufel - Die Entführung des Richard Oetker de Peter Keglevic : Dieter Cilov
- 2002 : Dienstreise - Was für eine Nacht de Stephan Wagner (de) : Klaus-Dieter Lehmann
- 2002 : Weihnachtsmann gesucht (de) d'Uwe Janson (de) : Johannes Böhmke
- 2003 : L’Incendiaire (de) d'Uwe Janson : Brisky
- 2003 : Der Fall Gehring de Markus Imboden : Martin Bach
- 2003 : Zwei Tage Hoffnung (pl) de Peter Keglevic : Michael Berg
- 2003 : Jennerwein (de) de Hans-Günther Bücking : Pföderl
- 2003 : Un homme tombera du ciel (Tigeraugen sehen besser) de Thomas Nennstiel (de) : Dr Thilo Rylow
- 2004 : Jusqu'à ce que la vie nous sépare (Scheidungsopfer Mann) de Stefan Krohmer : Benedikt
- 2004 : Arnaqueuses et milliardaires (Schöne Witwen küssen besser (de)) de Carlo Rola (de) : Jean-France
- 2006 : Franziskas Gespür für Männer de Nina Grosse (de) : Karl Löwen
- 2007 : L'Été enchanteur (Die Verzauberung) de Wolfram Paulus (de) : Dr Helmut Bahr
- 2007 : Die Zürcher Verlobung - Drehbuch zur Liebe (de) de Stephan Meyer (de) : Frank « Büffel » Arbogast
- 2008 : Das jüngste Gericht (de) d'Urs Egger : Peters
- 2008 : Todsünde de Matti Geschonneck : Sebastian Flies
- 2008 : Das Geheimnis im Wald (de) de Peter Keglevic : Hans Kortmann
- 2015-2016 : Clash of Clans (courts-métrages et spots de pub TV) : le narrateur

### Réalisateur et scénariste
- 2000 : Wenn man sich traut (téléfilm)
- 2019 : Georgetown (en)

## Opéra (metteur en scène)
- 2013 : Der Rosenkavalier (Le Chevalier à la rose), Richard Strauss, Opéra de Flandres,

puis Grand Théâtre de Genève (reprise, 2023)

## Distinctions
Sauf mention contraire, les informations ci-dessous proviennent de la page Awards de l'acteur sur l'Internet Movie Database.
Pour son interprétation du colonel Landa dans Inglourious Basterds, Waltz a remporté plus de 40 prix, pour plus de 42 nominations,. Il fait partie des huit acteurs contemporains à avoir remporté pour le même rôle l'Oscar, le Golden Globe, le Critics Choice Award, le BAFTA et le Screen Actors Guild Award du meilleur acteur ou du meilleur acteur dans un second rôle. Les sept autres sont Geoffrey Rush pour Shine (1996), Jamie Foxx pour Ray (2004), Philip Seymour Hoffman pour Truman Capote (2005), Forest Whitaker pour Le Dernier Roi d'Écosse (2006), Javier Bardem pour No Country for Old Men (2007), Daniel Day-Lewis pour There Will Be Blood (2007) et Lincoln (2012), et Heath Ledger pour The Dark Knight (2008).

### Récompenses
| Année | Cérémonie                                            | Catégorie                           | Film                 |
| ----- | ---------------------------------------------------- | ----------------------------------- | -------------------- |
| 2009  | Austin Film Critics Association Awards               | Meilleur acteur dans un second rôle | Inglourious Basterds |
| 2009  | Bambi Awards                                         | Meilleur acteur international       | Inglourious Basterds |
| 2009  | Chicago Film Critics Association Awards              | Meilleur acteur dans un second rôle | Inglourious Basterds |
| 2009  | Dallas-Fort Worth Film Critics Association Awards    | Meilleur acteur dans un second rôle | Inglourious Basterds |
| 2009  | Festival de Cannes                                   | Prix d'interprétation masculine     | Inglourious Basterds |
| 2009  | Festival de Hollywood                                | Meilleur acteur dans un second rôle | Inglourious Basterds |
| 2009  | Las Vegas Film Critics Society Awards                | Meilleur acteur dans un second rôle | Inglourious Basterds |
| 2009  | Los Angeles Film Critics Association Awards          | Meilleur acteur dans un second rôle | Inglourious Basterds |
| 2009  | New York Film Critics Circle Awards                  | Meilleur acteur dans un second rôle | Inglourious Basterds |
| 2009  | Phoenix Film Critics Society Awards                  | Meilleur acteur dans un second rôle | Inglourious Basterds |
| 2009  | Phoenix Film Critics Society Awards                  | Meilleure distribution              | Inglourious Basterds |
| 2009  | Satellite Awards                                     | Meilleur acteur dans un second rôle | Inglourious Basterds |
| 2009  | Southeastern Film Critics Association Awards         | Meilleur acteur dans un second rôle | Inglourious Basterds |
| 2009  | Washington D.C. Area Film Critics Association Awards | Meilleur acteur dans un second rôle | Inglourious Basterds |
| 2009  | San Diego Film Critics Society Awards                | Meilleur acteur dans un second rôle | Inglourious Basterds |
| 2009  | San Diego Film Critics Society Awards                | Meilleure distribution              | Inglourious Basterds |
| 2010  | BAFTA Awards                                         | Meilleur acteur dans un second rôle | Inglourious Basterds |
| 2010  | Boston Society of Film Critics Awards                | Meilleur acteur dans un second rôle | Inglourious Basterds |
| 2010  | Central Ohio Film Critics Association Awards         | Meilleur acteur dans un second rôle | Inglourious Basterds |
| 2010  | Central Ohio Film Critics Association Awards         | Meilleure distribution              | Inglourious Basterds |
| 2010  | Critic's Choice Awards                               | Meilleur acteur dans un second rôle | Inglourious Basterds |
| 2010  | Critic's Choice Awards                               | Meilleure distribution              | Inglourious Basterds |
| 2010  | Denver Film Critics Society Awards                   | Meilleur acteur dans un second rôle | Inglourious Basterds |
| 2010  | Detroit Film Critics Society Awards                  | Meilleur acteur dans un second rôle | Inglourious Basterds |
| 2010  | Empire Awards                                        | Meilleur acteur                     | Inglourious Basterds |
| 2010  | Florida Film Critics Circle Awards                   | Meilleur acteur dans un second rôle | Inglourious Basterds |
| 2010  | Golden Globes                                        | Meilleur acteur dans un second rôle | Inglourious Basterds |
| 2010  | Indiana Film Critics Association Awards              | Meilleur acteur dans un second rôle | Inglourious Basterds |
| 2010  | Houston Film Critics Society Awards                  | Meilleur acteur dans un second rôle | Inglourious Basterds |
| 2010  | Kansas City Film Critics Circle Awards               | Meilleur acteur dans un second rôle | Inglourious Basterds |
| 2010  | London Critics Circle Film Awards                    | Acteur de l'année                   | Inglourious Basterds |
| 2010  | National Society of Film Critics Awards              | Meilleur acteur dans un second rôle | Inglourious Basterds |
| 2010  | Oklahoma Film Critics Circle Awards                  | Meilleur acteur dans un second rôle | Inglourious Basterds |
| 2010  | Online Film Critics Society Awards                   | Meilleur acteur dans un second rôle | Inglourious Basterds |
| 2010  | Oscars du cinéma                                     | Meilleur acteur dans un second rôle | Inglourious Basterds |
| 2010  | Romy                                                 | Acteur préféré                      | Inglourious Basterds |
| 2010  | Screen Actors Guild Awards                           | Meilleur acteur dans un second rôle | Inglourious Basterds |
| 2010  | Screen Actors Guild Awards                           | Meilleure distribution              | Inglourious Basterds |
| 2010  | St. Louis Film Critics Association Awards            | Meilleur acteur dans un second rôle | Inglourious Basterds |
| 2010  | Toronto Film Critics Association Awards              | Meilleur acteur dans un second rôle | Inglourious Basterds |
| 2010  | Vancouver Film Critics Circle Awards                 | Meilleur acteur dans un second rôle | Inglourious Basterds |
| 2010  | Festival international du film de Santa Barbara      | Cinema Vanguard Award               | Inglourious Basterds |
| 2011  | Boston Society of Film Critics Awards                | Meilleure distribution              | Carnage              |
| 2011  | Detroit Film Critics Society Awards                  | Meilleure distribution              | Carnage              |
| 2012  | Austin Film Critics Association Awards               | Meilleur acteur dans un second rôle | Django Unchained     |
| 2012  | Black Film Critics Circle                            | Meilleur acteur dans un second rôle | Django Unchained     |
| 2012  | Central Ohio Film Critics Association Awards         | Meilleur acteur dans un second rôle | Django Unchained     |
| 2012  | San Diego Film Critics Society Awards                | Meilleur acteur dans un second rôle | Django Unchained     |
| 2012  | St. Louis Film Critics Association Awards            | Meilleur acteur dans un second rôle | Django Unchained     |
| 2013  | BAFTA Awards                                         | Meilleur acteur dans un second rôle | Django Unchained     |
| 2013  | Golden Globes                                        | Meilleur acteur dans un second rôle | Django Unchained     |
| 2013  | Oscars du cinéma                                     | Meilleur acteur dans un second rôle | Django Unchained     |

### Nominations
| Année | Cérémonie                                         | Catégorie                           | Film                 |
| ----- | ------------------------------------------------- | ----------------------------------- | -------------------- |
| 2010  | MTV Movie Awards                                  | Meilleur méchant                    | Inglourious Basterds |
| 2010  | Saturn Awards                                     | Meilleur acteur dans un second rôle | Inglourious Basterds |
| 2011  | MTV Movie Awards                                  | Meilleur méchant                    | The Green Hornet     |
| 2011  | San Diego Film Critics Society Awards             | Meilleure distribution              | Carnage              |
| 2011  | Satellite Awards                                  | Meilleur acteur dans un second rôle | Carnage              |
| 2012  | Boston Society of Film Critics Awards             | Meilleur acteur dans un second rôle | Django Unchained     |
| 2012  | Dallas-Fort Worth Film Critics Association Awards | Meilleur acteur dans un second rôle | Django Unchained     |
| 2012  | Indiana Film Journalists Association Awards       | Meilleur acteur dans un second rôle | Django Unchained     |
| 2012  | Los Angeles Film Critics Association Awards       | Meilleur acteur dans un second rôle | Django Unchained     |
| 2012  | New York Film Critics Circle Awards               | Meilleur acteur dans un second rôle | Django Unchained     |
| 2012  | San Diego Film Critics Society Awards             | Meilleure distribution              | Django Unchained     |
| 2013  | Alliance of Women Film Journalists Awards         | Meilleur acteur dans un second rôle | Django Unchained     |
| 2013  | Online Film Critics Society Awards                | Meilleur acteur dans un second rôle | Django Unchained     |
| 2013  | Vancouver Film Critics Circle Awards              | Meilleur acteur dans un second rôle | Django Unchained     |

## Voix françaises
En France, Christian Gonon est la voix régulière de Christoph Waltz. Olivier Destrez et Pierre-François Pistorio l'ont doublé à quatre et trois reprises.